# Gertruda de Babenberg
Gertruda de Babenberg, cunoscută și ca Gertruda a Austriei (n. 1226 – d. 24 aprilie 1288, Seußlitz, Saxonia), a fost ducesă de Mödling, ducesă titulară a Austriei și Stiriei, nepoată a ducelui Frederic al II-lea Certărețul, ultimul conducător al familiei Babenberg. Datorită certificatului Privilegium minus ea avea dreptul la moștenirea posesiunilor unchiului ei Frederic, ca și mătușa ei Margareta.

## Origine
Gertruda provenea din familia Babenberg ai cărei membrii fuseseră margrafi ai Austriei din anul 963 și duci începând din anul 1156. Gertruda a fost singurul copil al ducelui Henric al Austriei, supranumit „cel Crud”, și al soției sale, Agnes de Turingia (1205–1247), fiica landgrafului Hermann I al Turingiei (1190-1219) și prin urmare, sora landgrafului Ludovic al IV-lea de Turingia.

## Biografie
Căsătoria Gertrudei, în vârstă de 19 ani, cu împăratul Frederic al II-lea în vârstă de 51 de ani, văduv deja de trei ori, trebuia să încheie disputa dintre acesta și unchiul ei, ducele Frederic Certărețul. De asemenea, această căsătorie urma să pună capăt pretențiilor regelui Venceslau I privind ducatul Austriei care se bazau pe un acord mai vechi dat de unchiul Frederic pentru logodna Gertrudei cu Vladislav al Moraviei, fiul regelui Boemiei. Fie că tânăra nu a vrut să se căsătorească cu împăratul amenințat cu destituirea, fie că ea se temea de excomunicarea lui ori că îl iubea pe logodnicul ei, Vladislav, în mod surprinzător ea nu a apărut în iunie 1245 la dieta ținută la Verona pentru a semna contractul de căsătorie așa cum fusese stabilit.
Pentru a forța încheierea căsătoriei dintre Gertruda și Vladislav, regele Venceslau I a trimis o armată în ducatul Austria în 1246, dar incursiunea s-a terminat printr-o înfrângere la Staatz (în Austria Inferioară de astăzi).
După moartea ducelui Frederic în Bătălia de la Leitha din 1246, linia masculină a familiei Babenberg s-a stins și astfel orice obstacol a fost înlăturat, iar căsătoria dintre Vladislav și Gertruda a făcut ca ducatul Austriei să ajungă în mâinile potențialului moștenitor al regatului Boemiei. Vladislav a fost repede recunoscut de nobilimea austriacă. Gertruda devenise acum ducesa Austriei, titlu care i-a aparținut până în 1269. Din nefericire soțul ei a murit după o scurtă boală pe 3 ianuarie 1247.
Ducesa văduvă, în vârstă de 22 de ani, s-a căsătorit apoi cu margraful Hermann al VI-lea de Baden la mijlocul anului 1248. Ei și-au stabilit reședința la Mödling (în Austria Inferioară de astăzi). Anul următor s-a născut fiul lor, Frederic de Baden-Austria, la Alland. Fericită datorită nașterii fără probleme, Gertruda a dăruit celor 30 de fermieri din Alland terenuri întinse, care constituie și în prezent baza comunității agricole a proprietarilor din Alland. Hermann nu s-a putut impune în fața aristocrației din Austria, iar pe 4 octombrie 1250 a murit, probabil otrăvit. Văduvă din nou, Gertruda s-a mutat împreună cu cei doi copii ai săi, Frederic și Agnes, la Meißen în Saxonia la mătușa ei, Constanța, sora lui Frederic Certărețul și soția margrafului de Meißen.
Deoarece a refuzat să se căsătorească conform dorinței papei Inocențiu al IV-lea cu Florens al Olandei, fratele regelui Wilhelm al II-lea al Olandei, Gertruda a pierdut favoarea Curiei romane și odată cu aceasta, șansa de a-și impune pretenția la ducatele Austria și Stiria.
Gertruda a pierdut iar disputa succesorală și sprijinul Boemiei atunci când mătușa ei Margareta s-a căsătorit cu Ottokar al II-lea Přemysl, al doilea fiu al lui Venceslau I. În vara anului 1252 s-a aliat cu regele Ungariei, Bela al IV-lea, căsătorindu-se cu nepotul acestuia, prințul Roman de Halitsch. Gertruda și-a mutat reședința la Kahlenberg, lângă Viena, iar în 1254 la Voitsberg în Stiria unde a stăpânit cel puțin o parte din posesiunile Babenbergilor. Din nou revendicarea moștenirii nu a avut succes, iar un an mai târziu Roman a părăsit-o pe Gertruda și pe fiica lor, Maria, pentru a se întoarce în Ungaria.
Prin Pacea de la Ofen din 1254, drept consolare pentru renunțarea la ducatul Austriei, ducesa a primit părți din ducatul Stiria, suma de 400 de mărci de argint anual și a trăit în izolare în Voitsberg și Judenburg. Pentru că nici ea, nici fiul ei Frederic nu au fost dispuși să renunțe la revendicarea privind cele două ducate, în 1262 regele Ottokar al II-lea s-a îndreptat împotriva Gertrudei, i-a retras posesiunile în 1267 și apoi în 1269, un an după moartea fiului ei Frederic, care a fost executat împreună cu Conradin de Hohenstaufen la Napoli pe 29 octombrie 1268. Ea a fost alungată pierzând și funcția care îi fusese atribuită în Windisch-Feistritz. Gertruda a murit în 1288 ca stareță a mănăstirii clariselor Sfânta Afra în Seußlitz lângă Meißen.

## Descendenți
Din căsătoria Gertrudei cu Hermann al VI-lea de Baden au rezultat doi copii:
- Frederic (1249 – 1268), decapitat împreună cu prietenul său Conradin la Napoli;
- Agnes (1250 – 1295), căsătorită în 1263 cu ducele Ulrich al III-lea de Spanheim (d. 1269) și apoi în 1270 cu contele Ulrich al III-lea de Heunburg (d. 1308).

Din căsătoria Gertrudei cu Roman de Halitsch a rezultat o fiică:
- Maria (n. 1253), căsătorită cu Ioachim de Guthkeled, fiul banului Ștefan al Slavoniei, fost guvernator al Ungariei în Stiria.